# Composició X
|  | Per a altres significats, vegeu «Composició X (Kandinski)». |

Composició X o Composició X en blanc i negre (en neerlandès: Compositie 10 in zwart wit) és una pintura a l'oli sobre tela realitzada per l'artista neerlandès Piet Mondrian l'any 1915. Aquesta composició, del període neoplasticista del pintor, està basat en la seva percepció de les ones que vibren en colpejar els dics dels Països Baixos. Va ser pintat quan Mondrian va tornar a aquest país, procedent de París, en ser informat per la seva família que el seu pare estava malalt. Així, Mondrian va acabar passant tota la Primera Guerra Mundial als Països Baixos.